# Gloria Castro

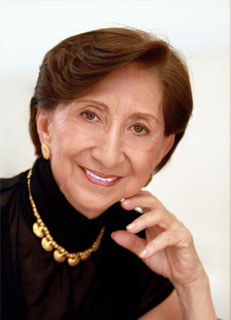
Gloria Castro (2015)

Gloria Castro ist eine kolumbianische Balletttänzerin und -lehrerin.
Gloria Castro wuchs als eines von fünfzehn Kindern einer Familie im Barrio Santa Rosa von Cali auf. Sie begann neben einer beruflichen Ausbildung zu tanzen und hatte bald Auftritte in Cali. Als ihre Familie nach New York übersiedelte, ging sie nach Italien. Dort wurde sie Mitglied des Balletts am Teatro Máximo de Palermo und hatte Auftritte in der Arena di Verona.
Später lebte sie in der Tschechoslowakei und besuchte die Theaterklasse des Spaniers Pepe Monleón. 1970 kehrte sie nach Kolumbien zurück, wo sie 1978 das Instituto Colombiano de Ballet Clasico (Incolballet), die erste professionelle und staatlich geförderte Ballettschule Kolumbiens gründete. Nachdem sie 1980 das letzte Mal (im zweiten Akt von Schwanensee) als Tänzerin aufgetreten war, widmete sie sich ganz der Tätigkeit als Ballettlehrerin.
2007 erhielt sie von der Regierung von Valle del Cauca die Medalla al Mérito Vallecaucano für die Förderung der Kultur der Region und des Balletts.